# Moyen Âge (magazine)
 (juin 2024).
Pour la période historique, voir Moyen Âge.
Moyen Âge est un trimestriel de 96 pages, publié depuis 1997 par les Éditions Heimdal et consacré à la période médiévale. Seul magazine français entièrement consacré à cette époque de l’histoire de l’Occident, Moyen Âge souhaite aussi bien s'adresser aux spécialistes qu’aux lecteurs passionnés souhaitant approfondir leurs connaissances sur cette période.

## Liste des rubriques
Dans les différents numéros : 
- Civilisation
- Architecture
- Armes & armures
- Arts
- Sciences
- Fortifications.

## Moyen Âgehors-série
Depuis 1998, la revue est déclinée dans une version  hors-série. Il s'agit de numéros mono-thématiques, de 64 à 128 pages, traitant des grandes batailles (Hastings, la naissance d'un royaume (2016), Azincourt 1415 (2007), etc.), le costume (Le costume médiéval au XIIIe siècle (2014), Le costume médiéval de 1320 à 1480 (2009), etc.), ou encore la vie quotidienne (La cuisine médiévale du Ve au XVe siècle (2018), La vie quotidienne au XIe siècle (2010), etc.).